# Stadion Miejski w Kirjat Szemona
Stadion Miejski w Kirjat Szemona  (hebr. אצטדיון עירוני קריית שמונה) – stadion sportowy w mieście Kirjat Szemona, w Izraelu. Stadion może pomieścić 5300 widzów. Swoje spotkania rozgrywa na nim drużyna Hapoel Ironi Kirjat Szemona.

## Położenie
Stadion znajduje się we wschodniej części miasta Kirjat Szemona. Jest on położony przy ulicy Ha-Jarden (droga nr 9779).

## Historia
Stadion piłkarski w Kirjat Szemona został otwarty w 1989 roku (posiadał wówczas 2500 miejsc siedzących). W 2006 roku obiekt przeszedł gruntowny remont - zainstalowano urządzenie nadawcze do transmisji meczów, dobudowano oświetlenie obiektu oraz nowe fotele z tworzyw sztucznych (3000 miejsc siedzących). W 2008 roku dobudowano wschodnią widownię, zwiększając w ten sposób liczbę miejsc siedzących do 5300.